# حمله به شمال عراق (اوت ۲۰۱۴)

## روزشمارحمله به شمال عراقدر اوت ۲۰۱۴
- نیروهای داعش پس از درگیری با افراد نظامی کردستان عراق، ۲ شهر شمالی این کشور را اشغال کرد. داعش در این روز توانست پس از درگیری و شکست نیروهای نظامی کردستان عراق (پیشمرگه)، دو شهر زمار و سنجار (محل اصلی زندگی ایزدی‌ها یکی از اقلیت‌های مذهبی عراق) و یک میدان نفتی را تسخیر کند.[۱]
- داعش همچنین توانست کنترل میدان نفتی زاله و پالایشگاه نزدیک به آن را در شمال عراق به دست بگیرد.[۱]
- داعش سد موصل را پس از عقب‌نشینی نیروهای پیشمرگه به کنترل خود درآوردند. پس از عقب‌نشینی نیروهای پیشمرگه بدون هیچ گونه مقاومتی در برابر عناصر داعش سد موصل واقع در شمال شهر موصل به‌طور کامل به اشغال داعش درآمد. پیش از این عناصر داعش به نیروهای پیشمرگه برای عقب‌نشینی از سد موصل دو ساعت ضرب الاجل تعیین کرده بودند.[۲][۳]

### ۱۶ مرداد
- داعش شهر قره قوش واقع در جنوب شرقی شهر موصل را به تصرف خود درآورد.[۴]

#### ۱۷ مرداد
وزارت دفاع آمریکا (پنتاگون) اعلام کرد دو فروند جنگنده اف ای ۱۸ آمریکا، توپخانه‌های داعش در شمال عراق را مورد هدف قرار داده‌است. این جنگنده‌ها با پرواز از ناوهواپیمابر آمریکا در خلیج فارس به سمت شمال عراق پرواز کردند. جنگنده‌های آمریکایی در شب همین روز برای دومین بار مواضع گروه تروریستی موسوم به «دولت اسلامی» (داعش) در نزدیکی شهر اربیل در شمال عراق بمباران کردند.

### ۲۱ مرداد
نیروهای پیشمرگه در حال بازپس‌گیری مواضع از دست رفته هستند. چند روستای اطراف شهر شنگال، زمار و سنونی را از کنترل شبه‌نظامیان داعش خارج کردند. جلولا هم‌اکنون در محاصرهٔ نیروهای پیشمرگ است.
نخستین هواپیمای حامل تجهیزات جنگی آمریکایی، به دست نیروهای پیشمرگه رسید که گمان می‌رود تا حدی کمبود تجهیزات جنگی نیروهای پیشمرگه را جبران خواهد کرد. امریکایی‌ها اعلام کردند که ۱۵۰ مشاور نظامی جهت تسریع پیشروی نیروهای پیشمرگ به کردستان عراق می‌فرستند. نیروهای حزب کارگران کردستان ترکیه و نیروهای YPG از کردستان سوریه به پیشروی نیروهای پیشمرگه کردستان عراق کمک می‌کنند.

### ۲۵ مرداد
گروه دولت اسلامی (داعش) ده‌ها ایزدی را در کوه‌های سنجار واقع در شمال عراق به قتل رسانده‌است، این در حالی است که در حمله اشتباه جنگنده‌های آمریکایی ۱۱ عراقی جان خود را از دست دادند.

### ۲۶ مرداد
- منابع کرد در شمال عراق به بی‌بی‌سی گفته‌اند کنترل نقاط استراتژیک و کلیدی سد موصل را از شبه‌نظامیان 'دولت اسلامی' موسوم به داعش پس گرفته‌اند و منتظر پاکسازی اطراف سد هستند.[۸]

### ۸ شهریور
ارتش عراق با همراهی گروه‌های مسلح شیعه و پیشمرگه‌های کرد، طی عملیاتی مشترک علیه نیروهای دولت اسلامی شهر آمرلی را از محاصره خارج کرد. شبه‌نظامیان شیعه و کرد عراقی پس از شکستن محاصره شهر آمرلی به پیش‌روی‌های خود ادامه داده‌اند و اکنون می‌گویند توانسته‌اند نیروهای گروه دولت اسلامی (داعش سابق) را از منطقه سلیمان‌بیک عقب برانند.